# Ksienija Czibisowa
Ksienija Eduardowna Czibisowa (ros. Ксения Эдуардовна Чибисова, ur. 13 lipca 1988) – rosyjska judoczka. Olimpijka z Rio de Janeiro 2016, gdzie zajęła dziewiąte miejsce w wadze ciężkiej.
Piąta na mistrzostwach świata w 2015; uczestniczka zawodów w 2014 i 2017. Startowała w Pucharze Świata w latach 2008, 2010, 2011, 2014-2016 i 2019. Siódma na mistrzostwach Europy w 2016, a także druga w drużynie. Zdobyła brązowy medal na igrzyskach europejskich w 2019 i złoty drużynowo. Trzecia na mistrzostwach Rosji w 2007, 2009, 2010 i 2011 roku.

## Letnie Igrzyska Olimpijskie 2016
| Konkurencja | Eliminacje           | Eliminacje           | Klas. końcowa |
| Konkurencja | Przeciwnik I         | Przeciwnik II        | Miejsce       |
| ----------- | -------------------- | -------------------- | ------------- |
| +78 kg      | Jasmin Külbs (GER) Z | Idalys Ortíz (CUB) P | 9.            |